# Francescantonio Grimaldi
Pour les articles homonymes, voir Grimaldi (homonymie).
Francescantonio Grimaldi, né le 10 mai 1741 à Seminara et mort le 8 février 1784 à Naples, est un juriste et philosophe italien.

## Œuvres
- Lettera sopra la musica, Naples, 1766
- Vita di Diogene, 1777
- Riflessioni sopra l'ineguaglianza degli uomini, 3 vol, 1779
- Annali del regno di Napoli, 10 vol, 1780